# Joe Fitzpatrick (cầu thủ bóng đá)
Joe Fitzpatrick (sinh ngày 20 tháng 8 năm 1997) là một cầu thủ bóng đá người Anh thi đấu cho AFC Telford United.

## Sự nghiệp
Fitzpatrick gia nhập Mansfield Town từ học viện Wolverhampton Wanderers năm 2014. Anh có màn ra mắt ngày 10 tháng 2 năm 2015 trong thất bại 2–1 trên sân khách trước Morecambe.